# 電撃G's Festival! COMIC
『電撃G's Festival! COMIC』（でんげきジーズフェスティバル コミック）は、KADOKAWA アスキー・メディアワークスが発行する日本の漫画雑誌。『電撃G's magazine』増刊。
2007年11月26日に『電撃G's magazine』の増刊である『電撃G's Festival!』より派生する形で発刊。Vol.2からVol.7は、ほぼ季刊ペース、Vol.8以降は隔月ペースで刊行されている。『G's Festival!』本誌と同様に付録の内容で価格が前後し、平均3500円前後と漫画雑誌の中では高価な部類に入る価格設定が特徴。
掲載作品は『G's』本誌で連載されている作品の番外編・移籍作品・美少女ゲームの漫画化作品が中心となっている。
表紙や付録の題材となる特集作品は、基本的には掲載する漫画の中から選ばれており、Vol.13まではほとんどがアダルトゲーム作品だったが、Vol.14に「Angel Beats!」が登場してからはアダルト作品の扱いを次第に減らした。
Vol.27からアニメ作品のコミックアンソロジーが増え、Vol.33 - 39では収録作品の中核をなしていた。
Vol.42をもって刊行を終了し、連載中の漫画は『電撃G'sコミック』へと移籍した。

## 各号の内容
| 号数   | 発売日         | 表紙                                    | 付録 |
| ------ | -------------- | --------------------------------------- | --- |
| Vol.1  | 2007年11月26日 | CLANNAD                                 | 『戦国ランス』上杉謙信描き下ろし抱きマクラカバー、『CLANNAD』マウスパッド、『ToHeart2 AnotherDays』携帯クリーナー                                      |
| Vol.2  | 2008年4月26日  | FORTUNE ARTERIAL                        | 『FORTUNE ARTERIAL』千堂瑛里華湯上がりマイクロファイバータオル、『夜明け前より瑠璃色な』フィーナ姫携帯クリーナー、『FORTUNE ARTERIAL』東儀白パスケース |
| Vol.3  | 2008年7月26日  | リトルバスターズ！エクスタシー          | 『リトルバスターズ！エクスタシー』マイクロファイバータオル、『CLANNAD』B2おやすみポスター、『リトルバスターズ! エクスタシー』A6メモ帳                  |
| Vol.4  | 2008年10月25日 | 俺たちに翼はない                        | 『俺たちに翼はない』玉泉日和子特大マイクロファイバータオル、『SHUFFLE!Essence+』芙蓉楓携帯クリーナー、『マリッジロワイヤル』美久&美宇マウスパッド      |
| Vol.5  | 2009年1月26日  | 夜明け前より瑠璃色な -Moonlight Cradle- | 『夜明け前より瑠璃色な -Moonlight Cradle-』MOONLIGHT BOX（フィーナ湯上りマイクロファイバータオル、エステル携帯クリーナー、ミアパスケース）             |
| Vol.6  | 2009年4月25日  | D.C.II 〜ダ・カーポII〜                 | 『D.C.II 〜ダ・カーポII〜』朝倉音姫等身大抱きマクラカバー                                                                                              |
| Vol.7  | 2009年7月25日  | ToHeart2                                | 『ToHeart2』向坂環等身大抱きマクラカバー |
| Vol.8  | 2009年10月26日 | 戦国ランス                              | 『戦国ランス』上杉謙信フィギュア |
| Vol.9  | 2009年12月26日 | 真・恋姫†無双 〜乙女繚乱☆三国志演義〜   | 『真・恋姫†無双 〜乙女繚乱☆三国志演義〜』劉備等身大抱きマクラカバー                                                                                    |
| Vol.10 | 2010年2月23日  | マリッジロワイヤル                      | 『マリッジロワイヤル』秋田小町新婚初夜抱きマクラカバー                                                                                                 |
| Vol.11 | 2010年4月26日  | 真・恋姫†無双 〜乙女大乱〜              | 『真・恋姫†無双 〜乙女繚乱☆三国志演義〜』曹操ドS抱きマクラカバー                                                                                       |
| Vol.12 | 2010年6月26日  | 真剣で私に恋しなさい!                   | 『真剣で私に恋しなさい！』川神百代最強抱きマクラカバー                                                                                                 |
| Vol.13 | 2010年8月26日  | 戦国ランス                              | 『戦国ランス』お風呂上がり上杉謙信マイクロファイバービッグタオル                                                                                       |
| Vol.14 | 2010年10月26日 | Angel Beats!                            | 『Angel Beats!』“天使”のほほえみ抱きマクラカバー |
| Vol.15 | 2010年12月22日 | Angel Beats!                            | 『Angel Beats!』小悪魔♥ユイ抱きマクラカバー |
| Vol.16 | 2011年2月23日  | 真剣で私に恋しなさい！                  | 『真剣で私に恋しなさい！』まゆっち美尻抱きマクラカバー                                                                                                 |
| Vol.17 | 2011年4月26日  | Rewrite                                 | 『Rewrite』神戸小鳥放課後の戯れ…♥抱きマクラカバー |
| Vol.18 | 2011年6月23日  | ロウきゅーぶ!                           | 『ロウきゅーぶ！』湊智花“どきどきYシャツ”抱きマクラカバー                                                                                              |
| Vol.19 | 2011年8月26日  | ロウきゅーぶ！                          | 『ロウきゅーぶ！』香椎愛莉“お帰りなさいませご主人様♥”抱きマクラカバー                                                                                  |
| Vol.20 | 2011年10月26日 | 真剣で私に恋しなさい！                  | 『真剣で私に恋しなさい！』川神百代“猫耳しっぽ”抱きマクラカバー                                                                                         |
| Vol.21 | 2011年12月26日 | アイドルマスター2                       | 『アイドルマスター2』星井美希マイクロファイバービッグタオル                                                                                            |
| Vol.22 | 2012年2月27日  | あっぱれ!天下御免                       | 『あっぱれ!天下御免』徳河吉音“暴れん坊姫様”抱きマクラカバー                                                                                            |
| Vol.23 | 2012年4月24日  | アクセル・ワールド                      | 『アクセル・ワールド』黒雪姫シャワータペストリー |
| Vol.24 | 2012年6月26日  | 恋と選挙とチョコレート                  | 『恋と選挙とチョコレート』東雲皐月“いけない放課後”抱きマクラカバー                                                                                     |
| Vol.25 | 2012年8月25日  | ソードアート・オンライン                | 『ソードアート・オンライン』アスナ マイクロファイバービッグタオル                                                                                      |
| Vol.26 | 2012年10月26日 | リトルバスターズ！                      | 『リトルバスターズ！』来ヶ谷唯湖“いっしょにシャワー”タペストリー                                                                                       |
| Vol.27 | 2012年12月26日 | リトルバスターズ！                      | 『リトルバスターズ！』三枝葉留佳“いっしょにシャワー”タペストリー                                                                                       |
| Vol.28 | 2013年2月26日  | リトルバスターズ！                      | 『リトルバスターズ！』西園美魚“いっしょにシャワー”タペストリー                                                                                         |
| Vol.29 | 2013年4月26日  | ラブライブ!                             | 『ラブライブ！』南ことり 水着で誘惑♥シャワータペストリー                                                                                               |
| Vol.30 | 2013年6月26日  | 俺の妹がこんなに可愛いわけがない。      | 『俺の妹がこんなに可愛いわけがない。』高坂桐乃 抱きマクラカバー ネコ耳Ver.                                                                             |
| Vol.31 | 2013年8月26日  | ロウきゅーぶ！SS                        | 『ロウきゅーぶ！SS』袴田ひなた 抱きマクラカバー 浴衣Ver.                                                                                               |
| Vol.32 | 2013年10月26日 | ラブライブ！                            | 『ラブライブ！』高坂穂乃果&南ことり シャワータペストリー                                                                                               |
| Vol.33 | 2013年12月26日 | ソードアート・オンライン                | 『ソードアート・オンライン』アスナ シャワータペストリー 水着Ver.                                                                                       |
| Vol.34 | 2014年2月26日  | ラブライブ！                            | 『ラブライブ！』西木野真姫 シャワータペストリー |
| Vol.35 | 2014年4月26日  | ラブライブ！                            | 『ラブライブ！』矢澤にこ シャワータペストリー |
| Vol.36 | 2014年6月26日  | ラブライブ！                            | 『ラブライブ！』絢瀬絵里 シャワータペストリー |
| Vol.37 | 2014年8月26日  | ソードアート・オンラインII              | 『ソードアート・オンラインII』シノン シャワータペストリー                                                                                              |
| Vol.38 | 2014年10月27日 | ソードアート・オンラインII              | 『ソードアート・オンラインII』アスナ シャワータペストリー                                                                                              |
| Vol.39 | 2014年12月26日 | 結城友奈は勇者である                    | 『結城友奈は勇者である』東郷美森 抱きマクラカバー |
| Vol.40 | 2015年2月26日  | ラブライブ！                            | 『ラブライブ！』園田海未 シャワータペストリー |
| Vol.41 | 2015年4月25日  | ラブライブ！                            | 『ラブライブ！』星空凛 シャワータペストリー |
| Vol.42 | 2015年6月26日  | ラブライブ！                            | 『ラブライブ！』東條希 シャワータペストリー |

## 掲載作品

### 番外編
- アイドルマスター2 The world is all one!!（祐佑 / Vol.21）
- うたわれるもの（島草あろう / Vol.3）
- ウルトラ怪獣擬人化計画 ギャラクシー☆デイズ（爆天童 / Vol.42[2]）
- Angel Beats! The4コマ 僕らの戦線行進曲♪（こもわた遙華 / Vol.14）
- Angel Beats! -Heaven's Door-（浅見百合子 / Vol.40）[3]
- 俺の後輩がこんなに可愛いわけがない（いけださくら / Vol.30）
- CLANNAD（しゃあ / Vol.1）
- 恋と選挙とチョコレート（かんの糖子 / Vol.24）
- ソードアート・オンライン キャリバー（木谷椎 / Vol.37）[4]
- D.C.II Imaginary Future（卯花つかさ / Vol.2、Vol.4）
- D.C.III 〜ダ・カーポIII〜（日向ののか / Vol.26）
- ななついろ★ドロップス（たかみ裕紀 / Vol.1 - 2）
- マリッジロワイヤル（奈月ここ / Vol.1 - 4）
- 結城友奈は勇者部所属（娘太丸 / Vol.39）
- リトルバスターズ! The 4コマ（笹桐ゆうや / Vol.2 - 3）
- ロウきゅーぶ!（たかみ裕紀 / Vol.18 - 19、Vol.41[5]）

### 漫画化
- あいすぺ@（武田みか / Vol.9 - 19）
- 暁のアマネカと蒼い巨神（結城さくや / Vol.3 - 7）
- あっぱれ!天下御免（宮社惣恭 / Vol.21 - 42）→『電撃G'sコミック』へ移籍。
- アリアンロッド・サガ・コンチェルト（佐々木あかね / Vol.7 - 19）
- いつか、届く、あの空に。 〜陽の道と緋の昏と〜（Capura / Vol.1 - 2）
- うみねこのなく頃に EpisodeX ROKKENJIMA of Hifurashi crying（緋色雪 / Vol.5 - 16）
- 学園キノ（電脳桜蛙団 / Vol.10 - 13）[6]
- キスよりさきに恋よりはやく（唐辛子ひでゆ / Vol.5 - 9）
- CLANNAD（しゃあ / Vol.8 - 35）[7]
- 恋姫†夢想 〜ドキッ☆乙女だらけの三国志演義〜（ひづき夜宵 / Vol.2 - 14）
- 真・恋姫†無双 〜乙女大乱〜（天海雪乃 / Vol.10 - 32）
- 水夏A.S.+（かゆらゆか・UTATA / Vol.1 - 4）
- 戦国ランス（鳴瀬ひろふみ / Vol.1 - 32[8]）
- 探偵オペラ ミルキィホームズ on stage!（奈月ここ / Vol.18 - 24）
- 超昂閃忍ハルカ（ぽんこつわーくす / Vol.25 - 42）→『電撃G'sコミック』へ移籍。
- 天神乱漫 -LUCKY or UNLUCKY!?-（やまぶき綾 / Vol.6 - 20）
- 闘神都市III（矢吹豪 / Vol.5 - 42）→『電撃G'sコミック』へ移籍。
- ToHeart2 AnotherDays（御形屋はるか / Vol.1）[9]
- ToHeart2 AnotherDays（双 / Vol.3 - 16）
- ななついろ★ドロップス（たかみ裕紀 / Vol.3 - 12）[7]
- ぱすてるチャイムContinue（大秦国王安敦 / Vol.16 - 32）
- ハニカミ The 4コマ（霧賀ユキ / Vol.1 - Vol.6）[7]
- バルドバレット イクリブリアム（矢吹豪 / Vol.1 - 2）
- FORTUNE ARTERIAL Character's Prelude（佐々木あかね / Vol.2[10]）[7]
- Flyable Heart（石見翔子 / Vol.5 - 32）
- ブルブル劇場（羽純りお / Vol.4）[11]
- 真剣で私に恋しなさい!（多門結之 / Vol.12 - 38）[12]
- マリッジロワイヤル-Prism Story-（両角潤香 / Vol.8 - 19）
- 夜明け前より瑠璃色な-Moonlight Cradle-（脳みそホエホエ / Vol.4 - 19）
- 結城友奈は勇者である（かんの糖子 / Vol.39[13]）
- リトルバスターズ!（髙木信孝 / Vol.1 - 32）
- リトルバスターズ！エクスタシー（ZEN / Vol.5 - 10）[14]
  - リトルバスターズ！EX 笹瀬川佐々美 〜Black Cat Fantasia〜（ZEN / Vol.12 - 16）
  - リトルバスターズ！EX 二木佳奈多 〜My Minroud〜（ZEN / Vol.18 - 24）
- Rewrite -OKA☆KENぶろぐ-（ひづき夜宵 / Vol.20 - 29）
  - Rewrite 特別読切コミック（ひづき夜宵 / Vol.17）
- ロウきゅーぶ！は〜ふたいむ（たかみ裕紀 / Vol.26 - 42）→『電撃G'sコミック』へ移籍。

### コミックアンソロジー
- Angel Beats!
  - （浅見百合子・ひづき夜宵 / Vol.14）
  - （鈴木玖・ふゆいち / vol.15）
- アクセル・ワールド
  - （ZooTAN・水谷悠珠・かえで透・常盤緑 / Vol.27）
  - （ミズタマ・火浦R / Vol.28）
  - （あかりりゅりゅ羽・ニイマルユウ・あかうめ / Vol.29）
- ソードアート・オンライン
  - （相模琳 / Vol.27）
  - （しのづかあつと・Hiten・ぷよ / Vol.28）
  - （Hisasi・YASUDA・復八磨直兎・おかだアンミツ / Vol.29）
  - （綾杉つばさ / Vol.30）
  - （大川ぶくぶ・もにお / Vol.32）
  - （おおすみひろ・武者サブ・INU / Vol.33）
  - （北野弘務・奈月ここ・橘由宇・ぐみちょこ / Vol.34）
  - （画：飯田ぽち。・話：伊織ク外 / Vol.38）
- ラブライブ!
  - （ミズタマ・カイシンシ・あやかわりく / Vol.29）
  - （霧賀ユキ・佃煮のりお / Vol.30）
  - （九條宝珠 / Vol.31）
  - （しろいはくと・聖☆司 / Vol.32）
  - （かにゃぴぃ・こもわた遙華 / Vol.33）
  - （風華チルヲ・ヒロアキ / Vol.34）
  - （奈月ここ・エイチ・たみふる・矢澤おけ / Vol.35）
  - （りぽでぃ・ハル犬・あめのすけ・珠月まや・山根真人・ゆりかわ / Vol.36）
  - （草野ほうき・鈴木玖 / Vol.37）
  - （しろいはくと・風華チルヲ / Vol.38）
  - （木野咲カズラ・高坂曇天 / Vol.39）
- リトルバスターズ!（奈月ここ / Vol.26 - 28）

### オリジナル
- いさみEX! 〜局長は小学1年生〜（ねこいたち / Vol.3 - 8）
- おま釣りっ！（こもわた遙華 / Vol.33）
- オンセン×カノジョ（しろ / Vol.26）
- 科学の王子と魔法の姫（鈴木玖 / Vol.7 - 34）
- 彼女がホラーが苦手な理由（水ようかん / Vol.13）
- キョウハクDOG's（しゃあ / Vol.15 - ）[15]
- こねこパンケーキ（かんの糖子 / Vol.9 - 16[16]）
- スーパーエレガント（大川ぶくぶ / Vol.4 - 30）
- スカイギア（斉藤ロクロ / Vol.6 - 17）
- でんしょ!（へかとん / Vol.8 - 22）
- 那由他の下僕（龍壱 / Vol.14）
- 二律背反♥ワークス（白ぅ〜凪ぃ / Vol.22）
- ねいきっど☆スイマー（天野雨乃 / Vol.11）
- ぷみ日記[17]（霧賀ユキ / Vol.1 - 10）
  - ぷみこのわくわく編集日記（霧賀ユキ / Vol.11 - 25）
- めりかり・アーマー（宮越和草 / Vol.1 - 4）
- めんじょぶ（本田透・久坂宗次 / Vol.1 - 30）
- ゆるふわ喜譚♪（武田みか / Vol.1）